# Aloe ciliaris
Aloe ciliaris là một loài thực vật có hoa trong họ Măng tây. Loài này được Haw. mô tả khoa học đầu tiên năm 1825.

## Hình ảnh

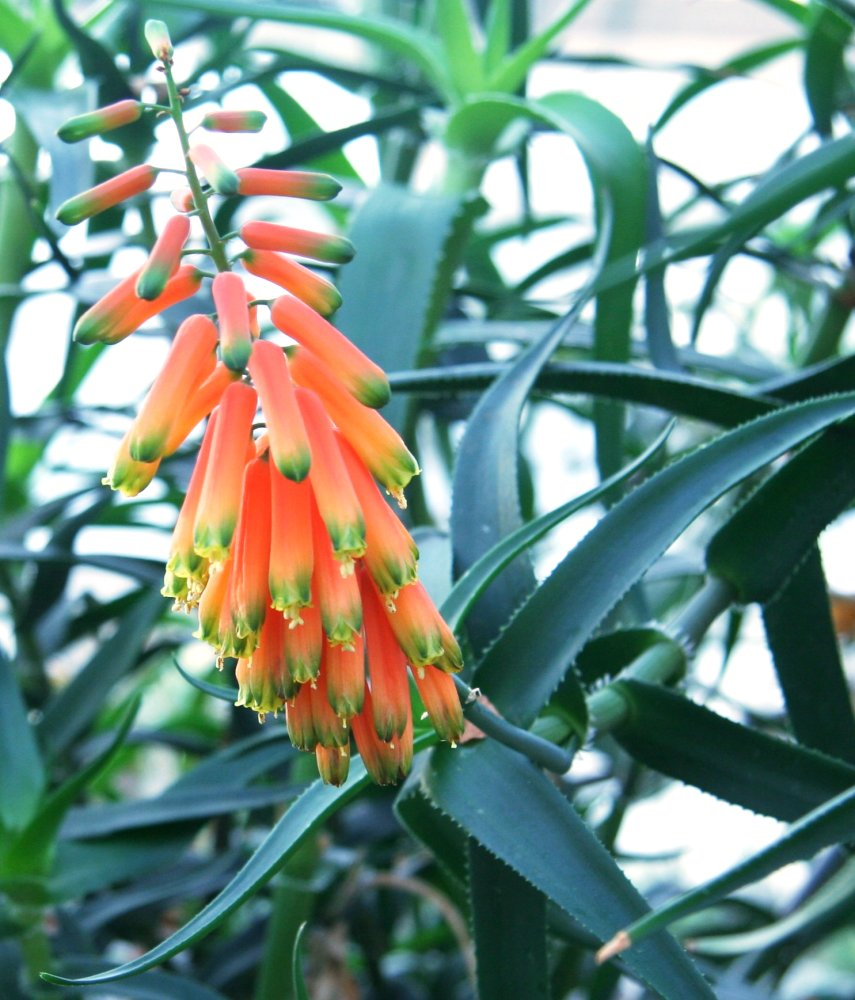
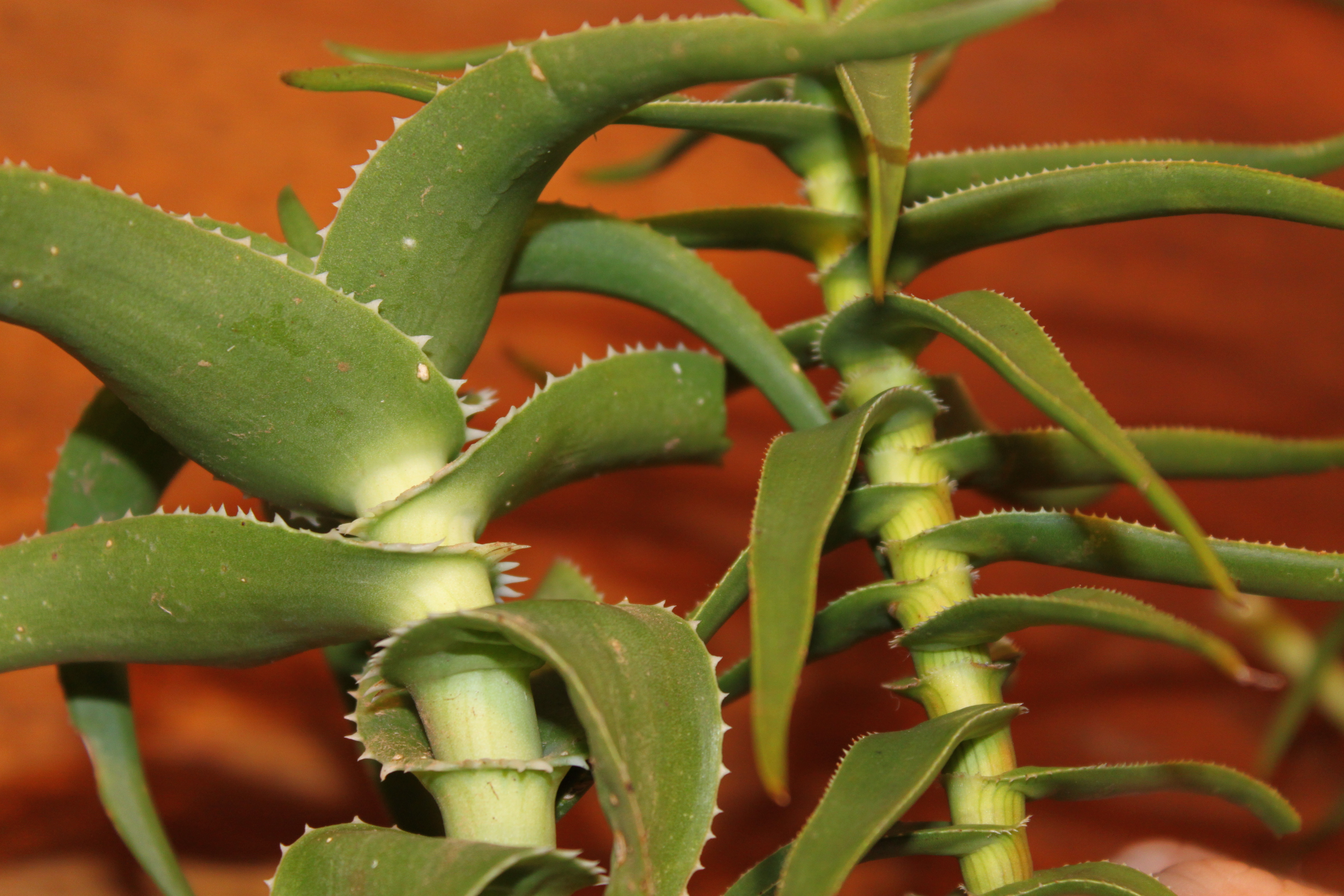
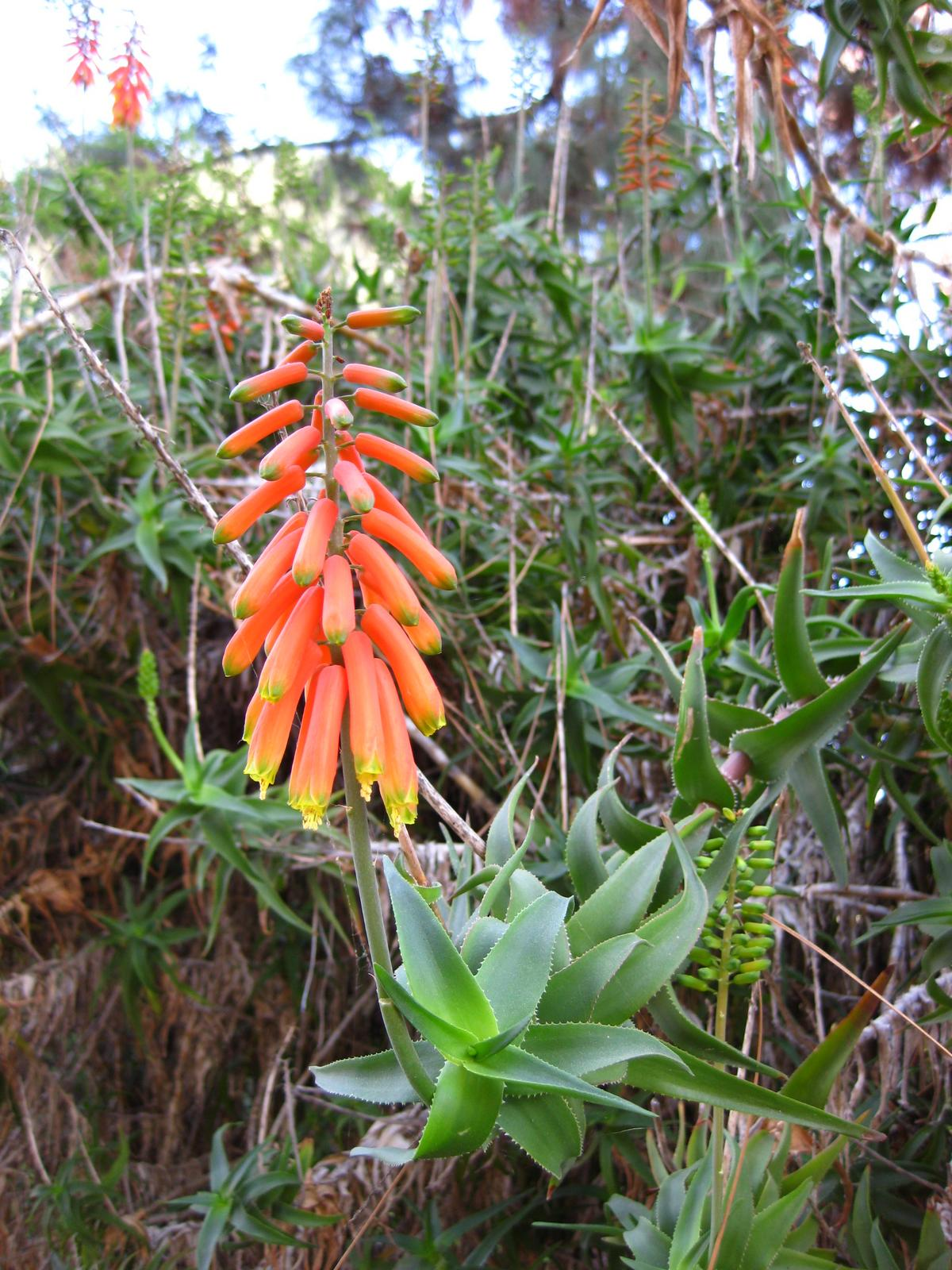
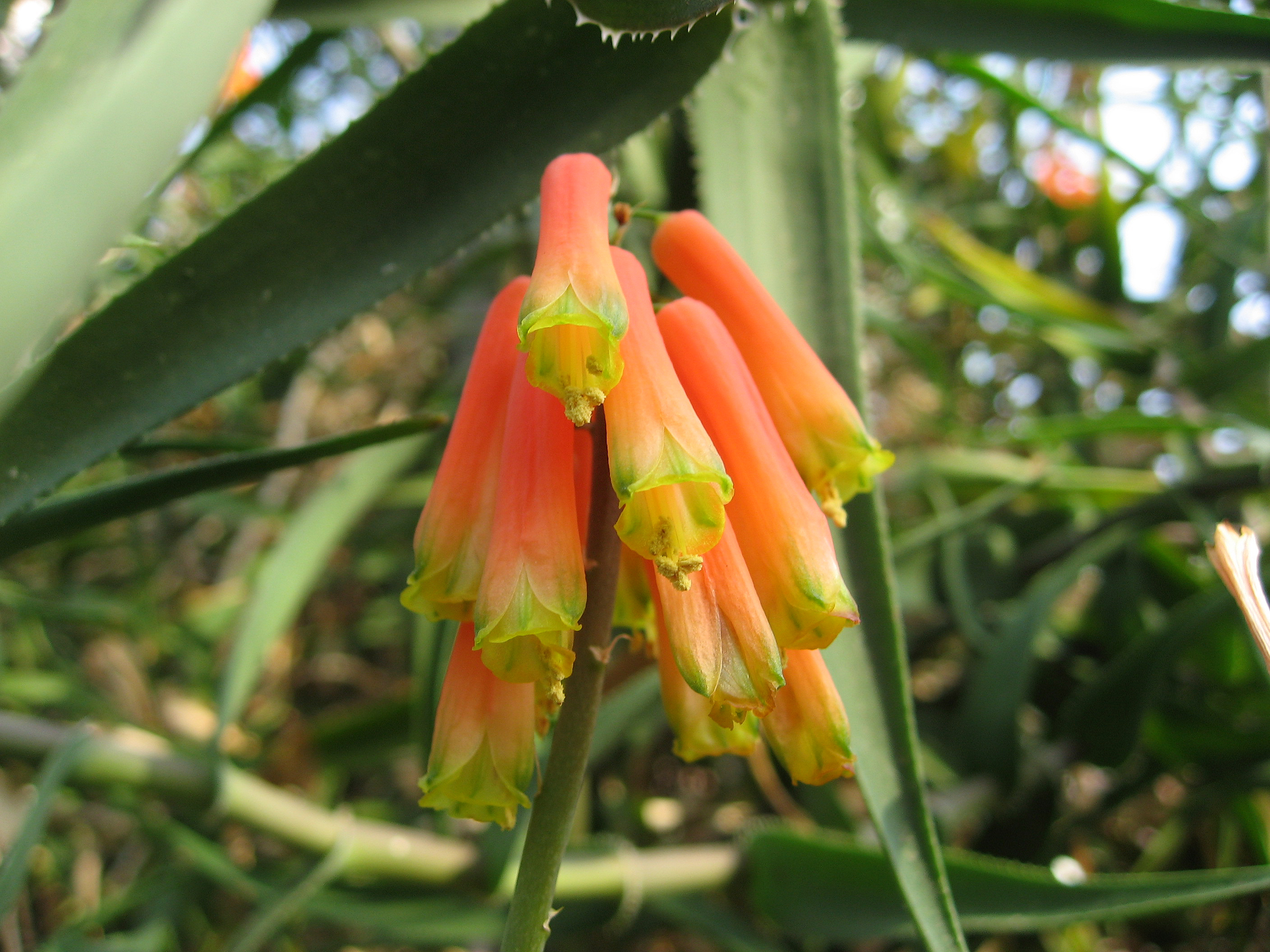